# Vagabonden i Vilda Västern
Vagabonden i Vilda Västern är kapitel 3 i seriesviten Farbror Joakims liv (The Life and Times of $crooge McDuck), författad och tecknad av Don Rosa. Utspelar sig 1882.

## Handling
Det börjar med att Joakim reser med tåget Ping-Pang där han träffar en man som äger några fyrkantiga ägg. Då kommer tågrånaren Jesse James och hans bror och stoppar tåget, men Joakim avvärjar rånet genom att knäcka fingrarna på dem båda, men han ramlar sedan av tåget och blir ensam kvar i Vilda västern. Där träffar han på ranchägaren Murdo MacKenzie och blir kofösare hos denne. Han får uppdraget att fösa pristjuren Hämnaren hem till ranchen. Men några av MacKenzies andra kofösare, bröderna Lömskelin stjäl tjuren och beger sig ut i vildmarken. Joakim som har ansvaret tar upp jakten på skurkarna och ute i vildmarkerna träffar han USA:s blivande president, Theodore Roosevelt. Han lyckas ta tillbaka Hämnaren och får då erbjudandet att bli förvaltare på MacKenzies ranch.